# Zaphanta infantilis
Zaphanta infantilis är en fjärilsart som beskrevs av Dyar 1910. Zaphanta infantilis ingår i släktet Zaphanta och familjen Mimallonidae. Inga underarter finns listade i Catalogue of Life.